# Setouchmax

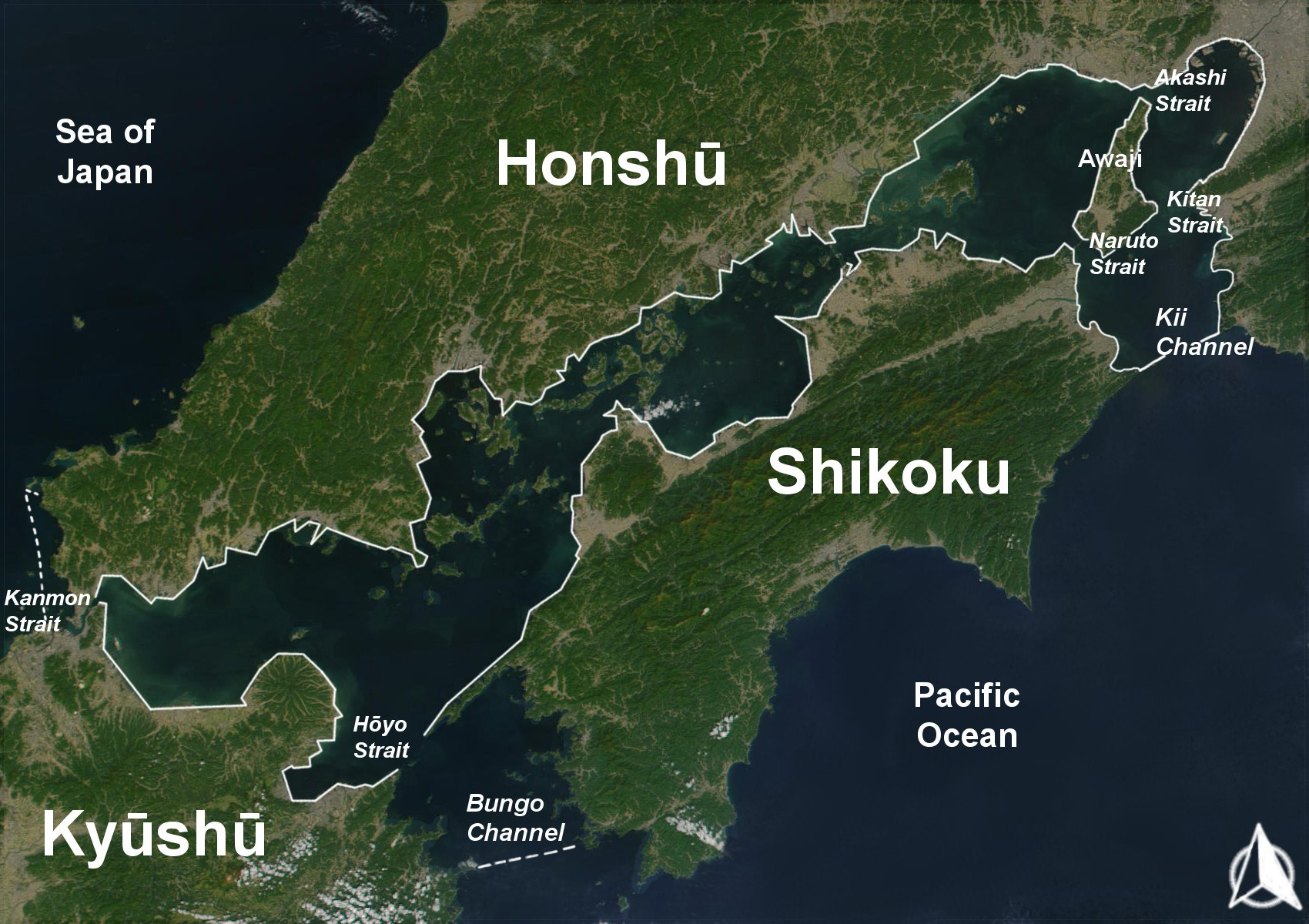
Il mare di Seto

Il termine Setouchmax indica una tipologia di navi la cui dimensioni permettono l'attracco a tutti i porti del mare interno di Seto in Giappone. I limiti  sono costituiti dalla lunghezza che non deve superare i 299,9 m fuori tutto e dal pescaggio che non deve essere maggiore di 16,1 m.